# Ehi, dici a me?
Ehi dici a me? (You Talkin' to Me?) è un film statunitense del 1987 diretto da Charles Winkler.

## Trama
Bronson Green è un giovane aspirante attore con una sfrenata passione per Taxi Driver e Robert De Niro (e in effetti il titolo deriva da una celeberrima battura del film di Scorsese) si trasferisce così in California per tentare la carriera nel mondo del cinema; all'inizio le cose vanno male, ed allora decide di adattarsi alle abitudini stravaganti del luogo...

## Produzione e distribuzione
Il film è uscito negli Stati Uniti il 25 settembre 1987 a New York.